# Tiefenbach, Elveția
Tiefenbach este o localitate situată la altitudinea de 2.110 m deasupra n.m.
Ea este aparține de comuna Realp din cantonul Uri, Elveția, fiind amplasată pe șoseaua ce duce spre Pasul Furka. Localitatea are o haltă pe linia de cale ferată pe care circulă trenul turistic DFB, care este tras de o locomotivă cu aburi.